# Macedonië op de Europese kampioenschappen atletiek 2010
Macedonië werd vertegenwoordigd door twee atleten op de Europese kampioenschappen atletiek 2010.

## Deelnemers
| Onderdeel          | Mannen        | Vrouwen      |
| ------------------ | ------------- | ------------ |
| 100 m              |               | Ivana Rozman |
| hink-stap-springen | Redjep Selman |              |

## Resultaten

### 100 m vrouwen
- Ivana Rozman
  - Reeksen: 12,90 s (NQ)

### hink-stap-springen mannen
- Redjep Selman
  - Kwalificatie: 15,39 m (SB) (NQ)

Albanië · Andorra · Armenië · Azerbeidzjan · België · Bosnië en Herzegovina · Bulgarije · Cyprus · Denemarken · Duitsland · Estland · Finland · Frankrijk · Georgië · Gibraltar · Griekenland · Groot-Brittannië · Hongarije · Ierland · IJsland · Israël · Italië · Kroatië · Letland · Liechtenstein · Litouwen · Luxemburg · Macedonië · Malta · Moldavië · Monaco · Montenegro · Nederland · Noorwegen · Oekraïne · Oostenrijk · Polen · Portugal · Roemenië · Rusland · San Marino · Servië · Slovenië · Slowakije · Spanje · Tsjechië · Turkije · Wit-Rusland · Zweden · Zwitserland